# Rapariegos
Rapariegos es un municipio de España, en la provincia de Segovia en el territorio de la Campiña Segoviana, comunidad autónoma de Castilla y León. Tiene una superficie de 24,52 km².

## Geografía
La localidad está situada a una altitud de 853 m s. n. m.

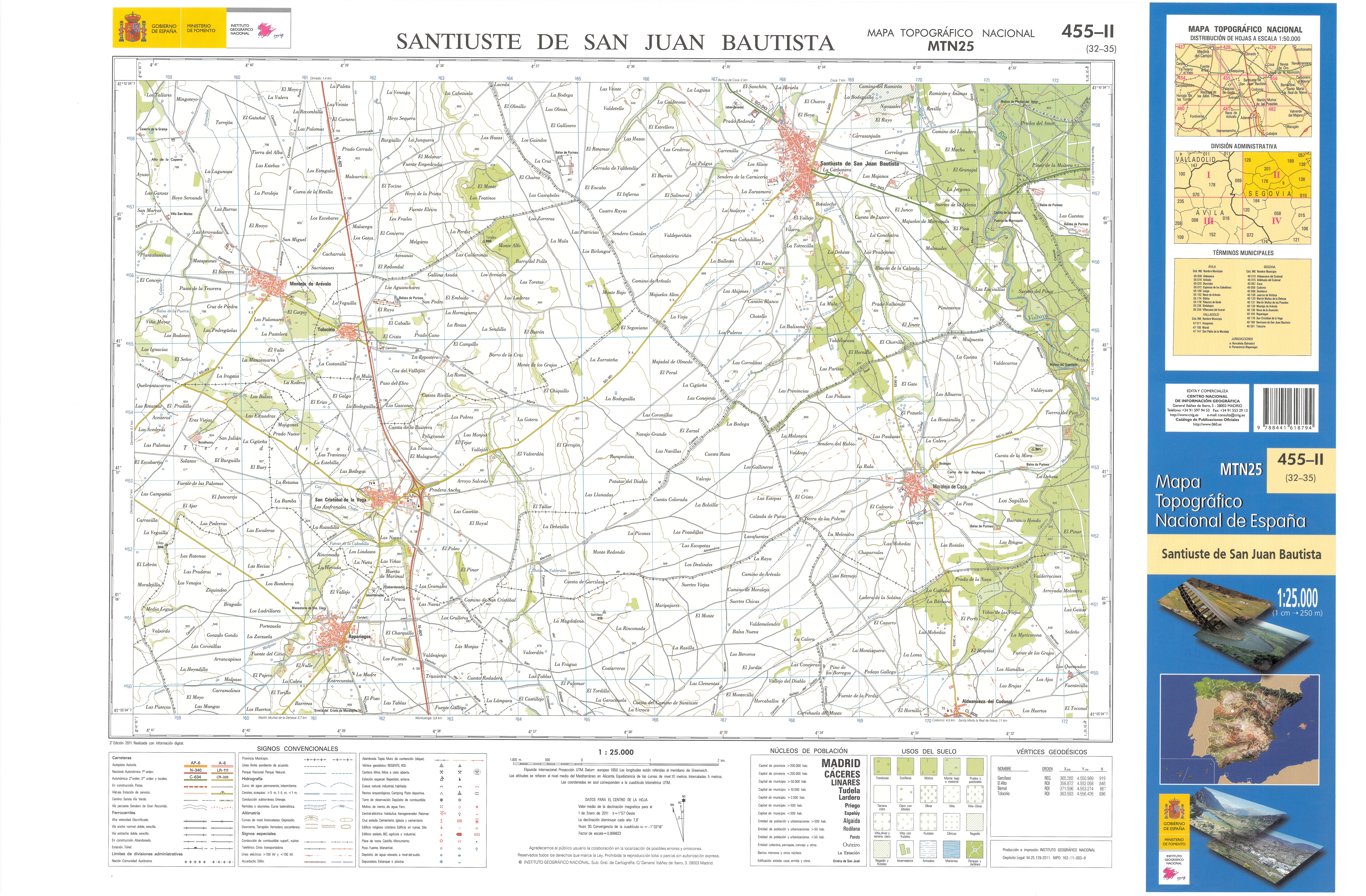
Fragmento de la hoja 455 del Mapa Topográfico Nacional de España de 2011 en el que se representa parte de Rapariegos

| Noroeste: Donhierro                 | Norte: San Cristóbal de la Vega | Noreste: San Cristóbal de la Vega |
| Oeste: Donhierro                    |                                 | Este: Codorniz                    |
| Suroeste: Martín Muñoz de la Dehesa | Sur: Codorniz                   | Sureste: Codorniz                 |

## Clima
- El clima de Rapariegos se clasifica como cálido y templado. Los inviernos son más lluviosos que los veranos en Rapariegos. El clima aquí se clasifica como Csb por el sistema Köppen-Geiger. La temperatura media anual es 11,9 °C en Rapariegos. La precipitación es de 395 mm al año.
- La menor cantidad de lluvia ocurre en agosto. El promedio de este mes es 13 mm. La mayor cantidad de precipitación ocurre en mayo, con un promedio de 50 mm
- Las temperaturas son más altas en promedio en julio, alrededor de 21,4 °C. Las temperaturas medias más bajas del año se producen en enero, cuando está alrededor de 3,5 °C.
- La variación en la precipitación entre los meses más secos y más húmedos es 37 mm. La variación en las temperaturas durante todo el año es 17,9 °C.

## Historia
Formó parte de la Comunidad de villa y tierra de Arévalo enmarcado en el Sexmo de la Vega .
Dentro de su término también se localizan los despoblados:
- Carias
- Moraleja de la Santa Cruz, donde se conserva la que fuera su iglesia, hoy conocida como ermita del Santísimo Cristo de Moralejilla. Se despobló a finales del siglo XVIII.
- Palazuelos de la Vega, situado a unos 2400 m al SO de Rapariegos,en 1826 ya estaba despoblada
- Valverdón , localizada a 3200 m al NE de Rapariegos y figura hasta mediados del siglo XIII.

## Demografía
Cuenta con una población de 194 habitantes (INE 2024).
| Gráfica de evolución demográfica de Rapariegos entre 1842 y 2021                                                      |
| |
| Población de derecho según los censos de población del INE. Población de hecho según los censos de población del INE. |

El municipio, que tiene una superficie de 24,52 km², cuenta según el padrón municipal para 2024 del INE con 194 habitantes y una densidad de 7,91 hab./km².
Es posible apreciar un declive poblacional acelerado, compartido con la mayoría de los pueblos de la Campiña Segoviana, que ha sufrido el abandono sistemático de la Diputación y la administración pública en las últimas décadas. La falta de inversiones, la escasez de servicios y la casi nula industrialización, llevan desde la década de 1960 arrastrando a la población joven a las ciudades cercanas y al muy próximo municipio de Arévalo.

## Símbolos
El escudo heráldico y la bandera que representan al municipio fueron aprobados oficialmente el 13 de mayo de 2005. El escudo se blasona de la siguiente manera:

Escudo partido. En el primero, en campo de azur un convento de oro, cubierto de gules. Segundo, en campo de gules una banda de plata, acostada de un racimo de uvas de oro tallado de sinople en el jefe y de un olmo de oro en la punta. (Timbrado con Corona Real Española).»
Boletín Oficial de Castilla y León nº 139 de 8 de abril de 1998

La descripción textual de la bandera es la siguiente:

«Paño cuadrado de proporción 1:1 dividido horizontalmente en tres partes iguales, roja la superior, amarilla la central y azul la inferior. Al centro Escudo Municipal en sus colores timbrado de una Corona Real de oro.»
Boletín Oficial de Castilla y León nº 139 de 8 de abril de 1998

## Administración y política
| Periodo   | Nombre                     | Partido |
| --------- | -------------------------- | ------- |
| 1979-1983 | Rafael Lorenzo Nuevo       | AE      |
| 1983-1987 | Rafael Lorenzo Nuevo       | BA-PRE  |
| 1987-1991 | Primo Sáez Sacristán       | UC-CDS  |
| 1991-1995 | Primo Sáez Sacristán       | CDS     |
| 1995-1999 | Primo Sáez Sacristán       | PP      |
| 1999-2003 | Primo Sáez Sacristán       | PP      |
| 2003-2007 | Ildefonso Lumbreras García | PP      |
| 2007-2011 | Ildefonso Lumbreras García | PP      |
| 2011-2015 | Ildefonso Lumbreras García | PP      |
| 2015-2019 | Ildefonso Lumbreras García | PP      |
| 2019-2023 | Ildefonso Lumbreras García | PP      |
| 2023-act. | Alfredo Fernández Martín   | VOX     |

## Cultura

### Patrimonio

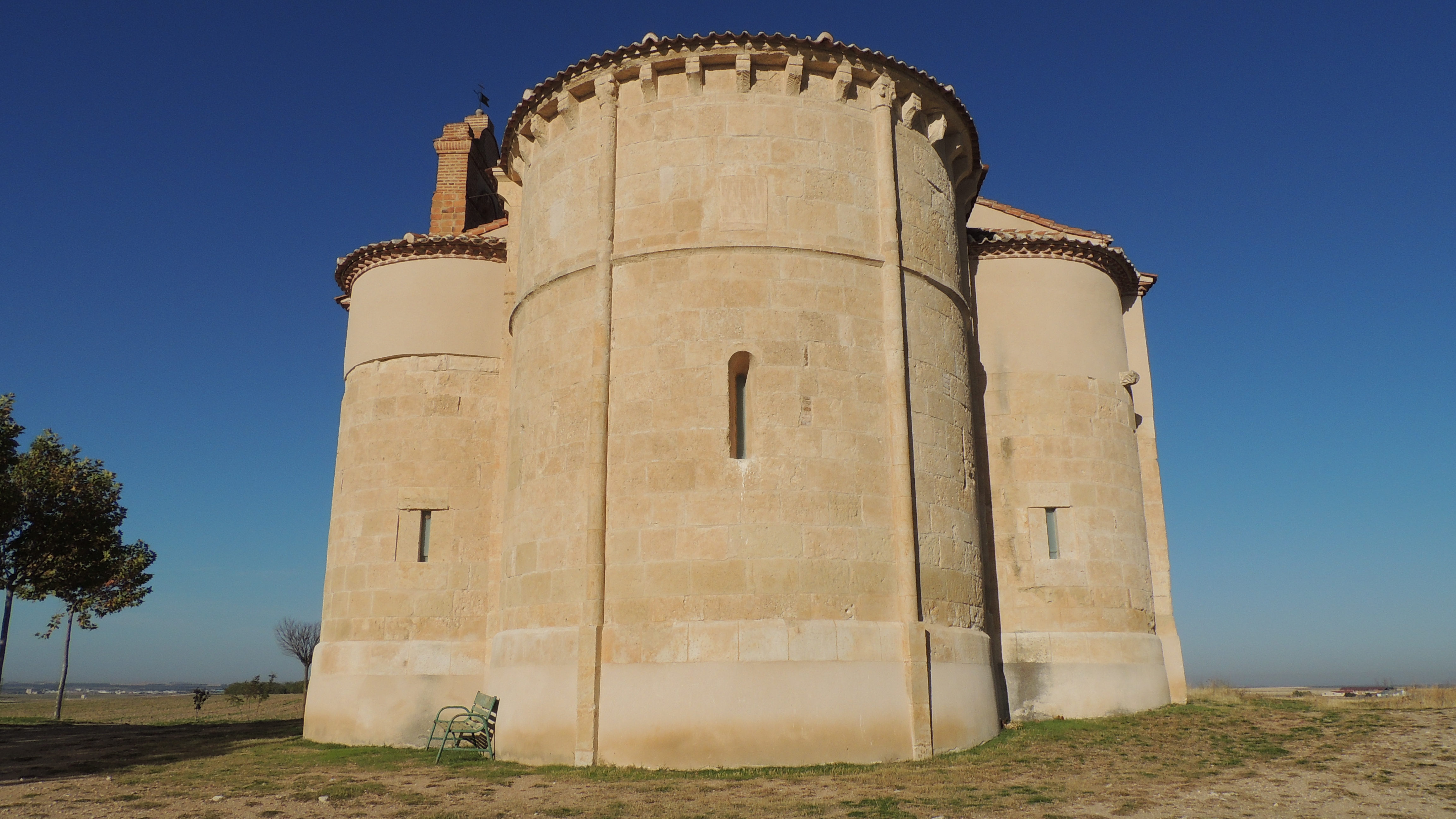
Ábsides de la ermita del Cristo de la Moralejilla

- Real Convento de la Inmaculada Concepción: regido por Hermanas Clarisas de Clausura, construido en 1270.
- Ermita del Cristo de Moralejilla, única en la provincia con tres naves, y declarada Bien de Interés Cultural en 1995.
- iglesia de San Pedro.[6]

### Festividades
- San Antón (17 de enero)
- Santa Águeda (5 de febrero)
- Cruz de Mayo (Invención de la Santa Cruz, Primer domingo de Mayo tras el 3 de Mayo): En la Ermita del Santísimo Cristo de Moralejilla de Santa Cruz
- San Isidro Labrador (15 de mayo)
- San Pedro (29 de junio): Antigua festividad mayor de Rapariegos
- Santa Clara de Asís (11 de agosto): Actualmente la festividad mayor de Rapariegos
- Cruz de Septiembre (Exaltación de la Santa Cruz, primer domingo tras el 14 de Septiembre): En la Ermita del Santísimo Cristo de Moralejilla de Santa Cruz
- Fiesta del Níscalo (Fin de Semana a mediados de Noviembre)
- Los Santos Inocentes (27-28 de Diciembre): Fiesta de los Quintos